# Nederländerna i Eurovision Song Contest 2013
Nederländerna kommer att delta i Eurovision Song Contest 2013 i Malmö i Sverige. De kommer att representeras av Anouk med låten "Birds".

## Internt val
Den 15 september 2012 rapporterades det att TROS kanske var på väg att internt välja sångaren Anouk som landets representant. Den 18 september bekräftade TV-bolaget sitt deltagande i tävlingen år 2013. Efter Eurovision Song Contest 2012 meddelade Anouk att hon skrev en sång till tävlingen men TV-bolaget hade dock redan planerat att hålla den nationella uttagningen Nationaal Songfestival i januari 2013. Anouk skulle behöva delta i uttagningen och inga undantag skulle göras för henne. Anouk ville dock inte tävla mot andra artister och fick stöd från både ESC-fans och tidigare artister som representerat Nederländerna. Efter ett par möten beslutade TROS att avbryta planerna på en öppen nationell uttagning. Anouk hade en hitlåt i Sverige i slutet av 1997 med titeln "Nobody's Wife" som nådde andra plats på Sverigetopplistan.
Den 17 oktober meddelade TROS att man kommit överens med Anouk om att hon ska representera landet. De väljer därmed att inte hålla Nationaal Songfestival och planerade att avslöja Anouks låt under en presskonferens i slutet av februari 2013. Nederländerna blev därmed det första landet att utse en artist till tävlingen år 2013. Den 7 februari 2013 rapporterades det att bidraget mest troligtvis skulle presenteras i början av mars istället. Anouk presenterades tillsammans med sin låt under presskonferensen, vilken hölls den 11 mars 2013. Hennes ESC-bidrag avslöjades som låten "Birds".

## Vid Eurovision
Nederländerna har lottats till att framföra sitt bidrag i den första halvan av den första semifinalen den 14 maj 2013 i Malmö Arena.